# Оксокатион
Оксокатионът, наречен също оксикатион, е многоатомен йон с положителен заряд, който свързва кислорода.